# Debiteurenrisico
Debiteurenrisico is het risico dat een debiteur niet aan zijn verplichtingen kan of wil voldoen.
Dit risico ontstaat reeds als een winkelier zijn goederen levert en niet op contante betaling staat, doch zijn koper krediet verschaft. Eerst na ontvangst van betaling van zijn factuur verdwijnt dat risico.
Debiteurenrisico is in de handel een risico dat de bedrijfsvoering aanmerkelijk kan beïnvloeden: tenzij een ondernemer zijn goederen met een forse winstmarge kan verkopen, zal voor elke onbetaald gebleven rekening een fors bedrag aan wel betaalde rekeningen moeten staan.
Behalve door zo veel mogelijk op contante betaling te staan, en daarmee het debiteurenrisico uit te sluiten, kan een leverancier op diverse manieren proberen zijn debiteurenrisico te beperken. Hij kan trachten zich een beeld te vormen van de kredietwaardigheid van zijn afnemers, bijvoorbeeld door informatie in te winnen bij daarin gespecialiseerde bureaus of bij branche-organisaties. Een Nederlands voorbeeld van dit laatste is het Bureau Krediet Registratie (BKR) in Tiel, dat aan het bankwezen informatie verschaft over het betalingsgedrag van debiteuren (met name mensen die geldleningen zijn aangegaan). Een andere methode is, zekerheid te vragen in de vorm van bijvoorbeeld een bankgarantie: indien de afnemer niet betaalt, is de bank gehouden om de rekening te voldoen. Een meer structurele methode is het gebruikmaken van kredietverzekeraars of factoring-bedrijven.
Een derde methode is dat de omstandigheid dat een zeker deel van de totale omzet onbetaald blijft "voor lief te nemen" doch te trachten dit te compenseren uit ofwel een hogere omzet, ofwel uit andere middelen. Postorderbedrijven (en andere kredietverschaffers in de retailsector) plegen voor het leveren op afbetaling een rente te bedingen waarin vermoedelijk een opslag voor een zekere hoeveelheid wanbetaling is opgenomen.
Voor ondernemers is debiteurenrisico in veel gevallen een onontkoombaar iets, dat uiteraard wel in omvang dient te worden beperkt. Het hebben van een vordering op een derde "hoort er bij", doch dient overzienbaar te blijven, en dient na zo kort mogelijke tijd te verdwijnen, door de betaling van de rekening.

## Beleggingen
Voor beleggers (met name beleggers in obligaties en vergelijkbare instrumenten) heeft het debiteurenrisico een iets ander karakter. Het is de bedoeling van die belegger om een vordering te houden, en daarover rente te krijgen. Zijn debiteurenrisico is daarmee, gedurende de looptijd van de lening, permanent. En die looptijd kan behoorlijk lang zijn: obligaties hebben looptijden tot soms 30 jaar.
Dat brengt met zich mee dat zijn beoordeling van het debiteurenrisico op een andere wijze moet plaatsvinden. De bevinding dat de XYZ Bank bij een handelsinformatiebureau bekendstaat als een correcte betaler (want alle leveranties van zaken als kantoorartikelen worden binnen de vervaltermijn betaald), is niet erg relevant voor het antwoord op de vraag of de XYZ Bank over 10 jaar in staat zal zijn om zijn alsdan vervallende obligatie terug te betalen. Voor de belegger die overweegt om een 10-jarige obligatie ten laste van de XYZ Bank te kopen is een positief antwoord (binnen de grenzen van het haalbare) echter van groot belang. Hiervoor wordt vaak gebruikgemaakt van obligatieratings.